# Кровяков, Николай Сергеевич
Кровяков Николай Сергеевич (1913—1962) — советский военный историк, кандидат исторических наук. Капитан 1 ранга. Участник обороны г. Ленинграда.

## Биография
Работал в 1941—1944 гг. в Управлении военно-морского издательства НК ВМФ СССР, в 1944—1947 гг. — в Институте истории АН СССР, в 1947—1950 (по другим данным, в 1947—1951) гг. — в Центральном военно-историческом музее в Ленинграде, в 1952—1955 гг. — в Генеральном штабе ВМФ СССР. В 1956—1960 гг. Кровяков возглавлял Центральную военно-морскую библиотеку, преподавал в 1950—1951 гг. в Высшем военно-морском инженерном училище им. Ф. Э. Дзержинского, а также в 1951—1952 гг. ― в Тихоокеанском высшем военно-морском училище.
Коллекционировал книги по истории русского флота, материалы о выдающихся отечественных моряках со времен Петра I, портреты, медали, жетоны, памятные значки. В его коллекцию также входили гравюры, лито- и фотографии, вырезки из старых журналов (около 6 000 единиц).
Похоронен в некрополе Донского монастыря в Москве.

## Сочинения
- Шамиль: Очерк из истории борьбы народов Кавказа за независимость. — М.: Воениздат, 1940.
- Русские в Корфу. — М.: Военмориздат, 1943.
- Русские моряки в Восточной (Крымской) войне: Адмиралы Нахимов, Корнилов, Истомин. — М.: Воениздат, 1945.
- Боевая летопись русского флота: Хроника важнейших событий военной истории русского флота с IX в. по 1917 г. / Под ред. Н. В. Новикова. Сост.: В. А. Дивин, В. Г. Егоров, Н. Н. Землин, В. М. Ковальчук, Н. С. Кровяков, Н. П. Мазунин, Н. В. Новиков, К. И. Никульченков, И. В. Носов, А. К. Селяничев. ― М.: Воениздат, 1948.
- «Ледовый поход» Балтийского флота в 1918 году: К истории первой стратегической операции Советского военно-морского флота. — М.: Воениздат, 1955.